# Ed Czerkiewicz
Adolph C. Czerkiewicz (West Warwick, 1912. július 8. – 1946) válogatott amerikai labdarúgó.

## Pályafutása
1933 és 1935 között Pawtucket Rangers, 1935–36-ban a New York Americans, 1936 és 1941 között a Brooklyn St. Mary's Celtic, majd 1941 után ismét a Pawtucket labdarúgója volt. 1934-ben két mérkőzésen szerepelt az amerikai válogatottban. Részt vett az 1934-es franciaországi világbajnokságon.